# Śrīmālādevīsiṃhanādasūtra
Lo Śrīmālādevīsiṃhanādasūtra ("Sūtra sul ruggito del leone della regina Śrīmālā"; devanāgarī: श्रीमालादेवीसिंहनादसूत्र; cinese: 勝鬘師子吼一乘大方便方廣經 Shèngmán shīzǐ hǒu yīshèng dàfāngbiàn fāngguǎng jīng) è uno dei più antichi sūtra mahāyāna che veicolano la dottrina del tathāgatagarbha , composto probabilmente nel III secolo nella comunità dei mahāsāṃghika che risiedevano nella regione dell'Āndhra (India meridionale). 

## Edizioni
Di questo testo è conservata la traduzione in cinese, dal sanscrito, operata da Guṇabhadra (394–468) nel 436 al T.D. 353. Un'ulteriore traduzione, sempre in cinese, è stata operata da Bodhiruci (672–727) nei primi dell'VIII secolo e raccolta nel Ratnakūṭasūtra (大寶積經, Dàbǎojījīng), al T.D. 310.
La traduzione in tibetano, dal sanscrito, è stata operata nel IX secolo da Jinamitra, Surendrabodhi, e Yeshe De, con il titolo Lha mo dpal phreng gi seng ge’i sgra’i mdo ed è al Toh. 92, anche qui, come nel Canone cinese, inserita nella raccolta inerente al ciclo del Ratnakūṭa (dkon brtsegs, དཀོན་བརྩེགས།.)
Non conserviamo alcun testimone integrale in lingua sanscrita tranne alcune citazioni nel Ratnagotravibhāga e alcuni frammenti del V secolo raccolti nella Collezione Schøyen (al nº 2378/1).

## Contenuto
La giovane regina della città di Ayodhyā, Śrīmālā (勝鬘), figlia del re Prasenajit (波斯匿王) e della regina Mallikā (末利夫人), riceve una visita miracolosa da parte del Buddha Śākyamuni  il quale gli preannuncia che ella realizzerà l'anuttarā-samyak-saṃbodhi  (la completa illuminazione, propria dei buddha), quindi, diverrà il Buddha Samantaprabha (Luce Universale) e, in qualità di buddha governerà una terra del buddha. 
La regina Śrīmālā  si impegna a rispettare i seguenti dieci precetti:
1. Non trasgredirò  la disciplina che ho ricevuto.
2. Non mancherò di rispetto verso gli anziani venerabili.
3. Non odierò gli esseri senzienti.
4. Non sarò gelosa degli altri, per quanto riguarda sia il loro aspetto fisico sia per i loro beni.
5. Non sarò avara anche se avrò poco sostentamento.  O Signore, da ora fino a quando non sarò illuminata.
6. Non accumulerò proprietà per il mio vantaggio. Qualunque cosa io riceva la utilizzerò per aiutare gli esseri senzienti che sono poveri e sofferenti.
7. Praticherò i quattro atti attrattivi (generosità, parole gradevoli, insegnamenti adatti alla comprensione di chi li riceve, condividendo condotte che portano tutti gli esseri alle azioni virtuose) per tutti gli esseri senzienti, e non per me. Io accolgo tutti gli esseri senzienti, senza desiderio, senza soddisfazione e senza pregiudizio.
8. Quando vedo gli esseri senzienti che sono abbandonati, imprigionati, malati e afflitti da varie disgrazie e difficoltà, non li abbandonerò, anche solo per un attimo, in quanto devo portare loro la pace. Attraverso le mie buone azioni io porterò loro dei benefici e li libererò dal loro dolore. Solo allora li lascerò.
9. Quando vedo chi caccia o addomestica gli animali, chi li macella, o commette altre offese contro i precetti, non li abbandonerò. Quando ho ottenuto questo potere di insegnamento, io frenerò  coloro che hanno necessità di essere trattenuti e assisterò coloro che hanno la necessità di essere assistiti, ovunque io veda questi esseri senzienti. Perché? Perché nel frenarli e nell'assisterli, genererò la prosecuzione eterna del Dharma. Se il Dharma viene generato eternamente, gli dèi e gli esseri umani fioriranno e i destini malvagi diminuiranno. Allora la ruota del Dharma che viene fatta girare dal Tathāgata sarà nuovamente avviata. Perché vedendo questi benefici io sarò salva e mai smetterò. O Signore, da ora fino a quando non sarò illuminata.
10. Accetto il Vero Dharma (Saddharma), non dimenticandomi mai di esso. Perché? Perché coloro che dimenticano il Dharma dimenticano il Mahāyāna. Chi dimentica il Mahāyāna dimentica le pāramitā. Chi dimentica le pāramitā non aspira verso il Mahāyāna. Se i bodhisattva non sono impegnati nel Mahāyāna, non possono avere l'aspirazione ad accogliere il vero Dharma. Agendo in base al loro personale piacere, non saranno in grado di superare il livello della gente comune.»

(Śrīmālādevīsiṃhanādasūtra, II; T.D.: 353 217b9-217c)
Quindi pronuncia i tre "grandi Voti" (大願) al fine di insegnare il Dharma nelle sue prossime esistenze:
(Śrīmālādevīsiṃhanādasūtra, III; T.D.: 353 218a09-218a012)
Queste sue solenni dichiarazioni generano degli accaduti maestosi nella realtà visibile: fiori meravigliosi scendono dal cielo, suoni melodiosi accompagnano la voce della regina. A questo punto lo Śākyamuni decide di conferirgli l'eloquenza necessaria e Śrīmālā recita le dottrine dello Śrīmālādevīsiṃhanādasūtra (IV e sgg.). 
Il Buddha approva l'insegnamento della regina e quindi scompare miracolosamente, levitando verso la città di Śrāvastī mentre Śrīmālā si reca a Ayodhyā per convertire al buddismo la popolazione.

## Dottrine
Questo è sūtra  mahāyāna viene considerato uno dei sūtra principali che trattano della dottrina del tathāgatagarbha. In questo senso, seppur esalta in qualità di saddharma (Vera dottrina) quello contenuto nel sūtra stesso e quindi nel mahāyāna,  al capitolo V richiama la dottrina dello ekayāna ("Veicolo unico", 一乘 yīshèng, giapp. ichijō) in quanto possedendo tutti gli esseri senzienti il tathāgatagarbha tutti verranno salvati ed unico è il veicolo (yāna) che può salvarli risultando gli altri veicoli, segnatamente quello degli arhat e dei pratyekabuddha (veicoli hīnayāna), già presenti nello ekayāna. 
Il nirvāṇa del mahāyāna si distingue, secondo il sūtra, perché esso rappresenta un upāya  dei buddha, esso in realtà è apparente consistendo in un'inconcepibile metamorfosi. 
Ci sono quindi due nirvāṇa e due tipi di "morte": quello degli arhat e dei pratyekabuddha, i quali superano solo alcune contaminazioni attive  (le *paryutthānakleśa) ma non le āvāsakleśas, permanendo ancora nella avidyāvāsabhūmi (terra dell'ignoranza) e quella dei Tathāgata i quali distruggono anche quelle sottili contaminazioni. Di modo che sia gli arhat che i pratyekabuddha sono destinati a generare ancora dei corpo-mente senza liberarsi dal saṃsāra. Solo i Tathāgata vi riescono e la loro dottrina (come quella del tathāgatagarbha) è comprensibile solo a loro stessi, gli altri vi si devono avvicinare solo con "fede".
Il sūtra critica inoltre l'approccio apofatico alla dottrina della vacuità (śūnyatā) in quanto seppure è vero che i buddha sono vuoti (śūnya) delle kleśa (afflizioni) al contempo essi non sono vuoti (aśūnya) delle loro virtù (guṇapāramitā). 
Lo Śrīmālādevīsiṃhanādasūtra si esprime quindi per mezzo di una dottrina catafatica, attribuendo qualità allo stato di buddha.